# 澳洲高等法院
澳洲高等法院（英語：High Court of Australia），是澳洲聯邦司法體系中的最高法院，聯邦首席大法官（Chief Justice）及其他六位大法官由聯邦政府提名並由澳洲總督任命。该法院位于澳洲首都特區坎培拉的伯利·格里芬湖畔。
根據《澳大利亞憲法》第71條的規定，高等法院具有澳洲聯邦的最高司法權，同時是聯邦最終上訴法院。法院組織根據《1903年司法法令》所確定，其第一批法官成員是根據《1903年司法法令》任命的。現時根據《澳大利亞憲法》第71條至第75條、司法法令和《1979年澳大利亞法高等法院法令》的規定，它是由七位高等法院大法官所組成。目前首席大法官是蘇珊·基弗爾，及其他六位大法官所領導高等法院。他們均由澳洲總督根據聯邦政府的建議正式任命，并且根據憲法規定，所有成員必須在70歲退休。
自1980年以來，高等法院一直在堪培拉擁有永久性總部。其多數法官和判決都在經過聯邦遺產登記的高等法院大樓內舉行，該大樓位於俯瞰國會大廈的伯利格里芬湖（Parley Griffin）旁。近年，隨著網絡會議使用率的提高，高等法院在各州州府也經常舉行視像會議及進行聽證。
澳大利亚的6个州（新南威尔士州、维多利亚州、塔斯曼尼亚州、南澳大利亚州、西澳大利亚州、昆士兰州）和3个自治领地（北领地、首都领地、诺福克岛）具有独立的司法权和最高法院，是独立的司法管辖区。澳大利亚高等法院是澳大利亚全国的最高法院，且对各州最高法院具有普遍的上诉管辖权。其下设有联邦法院，另有家庭法法院、产业关系法院、联邦行政法院等特别法院。州司法体系则由州最高法院、中级法院（通常为区法院、县法院）和简易裁判权法院（基层治安法院）和其他特别法院（如土地和环境法院、死因裁判法院）组成。

## 外部連結
- 澳洲高等法院（官方網站） （页面存档备份，存于）
- The Highest Court Documentary film. Only film ever permitted to be made in the High Court.